# Radulodon
Radulodon Ryvarden – rodzaj grzybów z rodziny Cerrenaceae.

## Charakterystyka
Grzyby kortycjoidalne o owocniku rozpostartym, rozproszonym, przyrośniętym. Hymenofor hydnoidalny (kolczasty), zwykle z długimi, cylindrycznymi lub spłaszczonymi kolcami. Subikulum blade, cienkie. System strzępkowy monomityczny, strzępki cienkościenne lub nieco grubościenne, wszystkie ze sprzążkami. Podstawki maczugowate, 4-sterygmowe, ze sprzążkami bazalnymi. Bazydiospory kuliste lub prawie kuliste, gładkie, średnio grubościenne, rzadko cienkościenne, nieamyloidalne, niecyjanofilne.
Radulodon różni się od pokrewnych rodzajów, takich jak Hyphoderma, kulistymi i dość grubościennymi bazydiosporami. Od również hydnoidalnego Phanerochaete odróżnia się także obecnością strzępek ze sprzążkami.

## Systematyka i nazewnictwo
Pozycja w klasyfikacji według Index Fungorum: Cerrenaceae, Polyporales, Incertae sedis, Agaricomycetes, Agaricomycotina, Basidiomycota, Fungi.
Gatunki:
- Radulodon acaciae G. Kaur, Avn.P. Singh & Dhingra 2014
- Radulodon americanus Ryvarden 1972
- Radulodon casearius (Morgan) Ryvarden 1972
- Radulodon cirrhatinus Hjortstam & Spooner 1990
- Radulodon copelandii (Pat.) N. Maek. 1993
- Radulodon erikssonii Ryvarden 1972
- Radulodon indicus Jyoti & Dhingra 2014
- Radulodon licentii (Pilát) Ryvarden 1976
- Radulodon revolubilis Hjortstam & Ryvarden 2007
- Radulodontia pyriformis Hjortstam & Ryvarden 2008

Wykaz gatunków i nazwy naukowe na podstawie Index Fungorum.